# Rue Proudhon (Paris)
Pour les articles homonymes, voir Rue Proudhon.
La rue Proudhon est une voie située dans le 12e arrondissement de Paris, en France.

## Situation et accès
La rue Proudhon  débute place Lachambeaudie et se termine 260, rue de Charenton. Elle est composée en partie d'un tunnel qui constitue une jonction entre le quartier de Picpus et le reste du quartier de Bercy, soit le nord et le sud du 12e arrondissement. Passant sous des voies ferrées, le tunnel Proudhon s'achève place Lachambeaudie.
Elle est desservie à proximité par la station de métro Dugommier de la ligne 6.

## Origine du nom
Elle porte le nom du théoricien anarchiste et socialiste Pierre-Joseph Proudhon (1809-1865). 

## Historique
Cette voie de l'ancienne commune de Bercy est ouverte en 1839 sous le nom de « rue du Chemin-Vert » avant de prendre celui de « rue du Commerce ». Le ru de Montreuil longeait la rue.
Classée dans la voirie parisienne, par un décret du 23 mai 1863, elle reçoit le nom de « rue de la Nativité » par arrêté du 26 février 1867 avant de prendre sa dénomination actuelle par arrêté du 10 novembre 1885.

## Bâtiments remarquables et lieux de mémoire

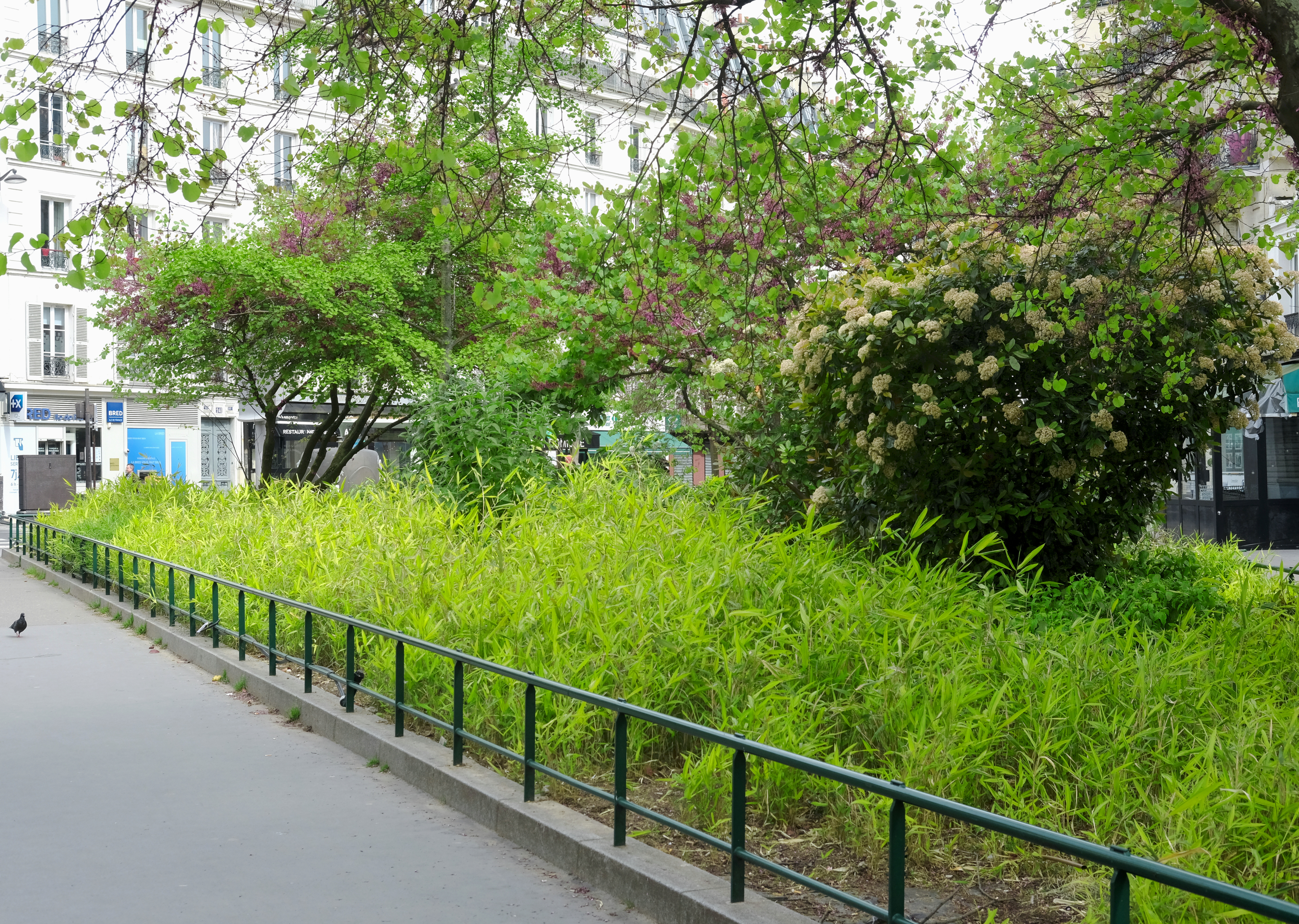
Le jardinet Proudhon-Fonds Verts longeant la rue Proudhon à proximité de la rue de Charenton.